# Freddie Hubbard
Frederick Dewayne Hubbard, conocido como Freddie Hubbard (Indianápolis, 7 de abril de 1938 - Sherman Oaks, California, 29 de diciembre de 2008), fue un trompetista estadounidense de jazz. 
Se trata de uno de los trompetistas más prestigiosos de la era post-bop; ha hecho relevantes aportaciones al hard bop y a la fusión del jazz con el soul y el funk.

## Biografía esencial
Nacido y crecido en Indianápolis, Hubbard tocó tempranamente con Wes y Monk Montgomery. Se trasladó a Nueva York en 1958, donde compartió vivienda con Eric Dolphy (con quien además grabaría en 1960), y estuvo en los grupos de Philly Joe Jones (1958-1959), Sonny Rollins, Slide Hampton y J.J. Johnson, antes de realizar una gira por Europa con Quincy Jones (1960-1961). 
Grabó con John Coltrane, participó en 1960 en el disco Free Jazz de Ornette Coleman, estuvo en el disco de Oliver Nelson Blues and the Abstract Truth y comenzó a grabar como líder para Blue Note ese mismo año. Hubbard consiguió fama tocando con los Jazz Messengers de Art Blakey entre 1961 y 1964 al lado de Wayne Shorter y Curtis Fuller. 
Grabó Ascension con Coltrane (1965), Out to Lunch (1964) con Eric Dolphy y Maiden Voyage con Herbie Hancock y, tras un periodo con Max Roach (1965-1966), lideró su propio quinteto, que contaba con el saxo alto James Spaulding.
En 1970, Freddie Hubbard grabó dos de sus mejores discos (Red Clay y Straight Life) para la CTI. El siguiente, First Light (1971), sigue siendo su registro más popular; los arreglos son de Don Sebesky. Tras los años gloriosos en CTI, Hubbard cometió el error de firmar con Columbia y grabar discos que serían muy poco apreciados por el público y los expertos. 
Sin embargo, en 1977, realizó una gira con el quinteto acústico de Herbie Hancock V.S.O.P. y en los ochenta, en sus grabaciones para Pablo, Blue Note y Atlantic, demostró que podía volver a sus mejores tiempos. Pero a finales de los ochenta, una serie de problemas personales y técnicos le hicieron entrar en decadencia. 

## Estilo
Freddie Hubbard formó su sonido a partir de la influencia de Clifford Brown y Lee Morgan, y a comienzos de los setenta su sonido era plenamente característico y original. No obstante, algunos discos de orientación comercial realizados a finales de esa década dañaron ligeramente su reputación. Por lo demás, justo cuando Hubbard, a comienzos de los noventa (al haber muerto ya Dizzy Gillespie y Miles Davis), parecía perfectamente dispuesto a asumir su papel de veterano maestro de la trompeta, sus labios comenzaron a darle serios problemas. 

## Discografía

### Como líder o colíder
| Título                                            | Año  | Sello            |
| ------------------------------------------------- | ---- | ---------------- |
| Open Sesame                                       | 1960 | Blue Note        |
| Goin' Up                                          | 1960 | Blue Note        |
| Hub Cap                                           | 1961 | Blue Note        |
| Ready for Freddie                                 | 1961 | Blue Note        |
| The Artistry of Freddie Hubbard                   | 1962 | Impulse!         |
| Hub-Tones                                         | 1962 | Blue Note        |
| Here to Stay                                      | 1962 | Blue Note        |
| The Body & the Soul                               | 1963 | Impulse!         |
| Breaking Point                                    | 1964 | Blue Note        |
| Blue Spirits                                      | 1965 | Blue Note        |
| The Night of the Cookers                          | 1965 | Blue Note        |
| Jam Gems: Live at the Left Bank                   | 1965 | Label M          |
| Backlash                                          | 1966 | Atlantic         |
| High Blues Pressure                               | 1968 | Atlantic         |
| A Soul Experiment                                 | 1969 | Atlantic         |
| The Black Angel                                   | 1970 | Atlantic         |
| The Hub of Hubbard                                | 1970 | MPS              |
| Red Clay                                          | 1970 | CTI              |
| Straight Life                                     | 1970 | CTI              |
| Sing Me a Song of Songmy                          | 1971 | Atlantic         |
| First Light                                       | 1971 | CTI              |
| Sky Dive                                          | 1973 | CTI              |
| Keep Your Soul Together                           | 1973 | CTI              |
| In Concert Volume One with Stanley Turrentine     | 1974 | CTI              |
| In Concert Volume Two with Stanley Turrentine     | 1974 | CTI              |
| Polar AC                                          | 1975 | CTI              |
| High Energy                                       | 1974 | Columbia         |
| Gleam                                             | 1975 | Sony(Japan)      |
| Liquid Love                                       | 1975 | Columbia         |
| Windjammer                                        | 1976 | Columbia         |
| Bundle of Joy                                     | 1977 | Columbia         |
| Super Blue                                        | 1978 | Columbia         |
| The Love Connection                               | 1979 | Columbia         |
| Skagly                                            | 1979 | Columbia         |
| Live at the North Sea Jazz Festival               | 1980 | Pablo            |
| Mistral with Art Pepper                           | 1981 | Liberty Records  |
| Outpost                                           | 1981 | Enja             |
| Splash                                            | 1981 | Fantasy          |
| Rollin'                                           | 1982 | MPS              |
| Keystone Bop Vol. 2: Friday & Saturday            | 1996 | Prestige         |
| Keystone Bop: Sunday Night                        | 1982 | Prestige         |
| Born to Be Blue                                   | 1982 | Pablo            |
| Ride Like the Wind                                | 1982 | Elektra/Asylum   |
| Above & Beyond                                    | 1982 | Metropolitan     |
| Back to Birdland                                  | 1982 | Real Time        |
| Sweet Return                                      | 1983 | Atlantic         |
| The Rose Tattoo                                   | 1983 | Baystate (Japan) |
| Double Take with Woody Shaw                       | 1985 | Blue Note        |
| Life Flight                                       | 1987 | Blue Note        |
| The Eternal Triangle with Woody Shaw              | 1987 | Blue Note        |
| Feel the Wind with Art Blakey                     | 1988 | Timeless         |
| Times Are Changing                                | 1989 | Blue Note        |
| Topsy - Standard Book                             | 1989 | Alpha/Compose    |
| Bolivia                                           | 1991 | Music Masters    |
| At Jazz Jamboree Warszawa '91: A Tribute to Miles | 2000 | Starburst        |
| Live at Fat Tuesday's                             | 1992 | Music Masters    |
| Blues for Miles                                   | 1992 | Evidence         |
| MMTC: Monk, Miles, Trane & Cannon                 | 1995 | Music Masters    |
| New Colors                                        | 2001 | Hip Bop          |
| On the Real Side                                  | 2008 | Times Square     |

### Como acompañante
| Músico principal                                | Título                                                     | Sello                | Año         |
| ----------------------------------------------- | ---------------------------------------------------------- | -------------------- | ----------- |
| Manny Albam                                     | The Soul of the City                                       | Solid State          | 1966        |
| Roberto Ávila & Sarava                          | Come to Brazil                                             | Sonet                | 1989        |
| George Benson                                   | The Other Side of Abbey Road                               | A&M/CTI              | 1969        |
| Walter Benton                                   | Out of this World                                          | Jazzland             | 1960        |
| Art Blakey                                      | Mosaic                                                     | Blue Note            | 1961        |
| Art Blakey                                      | Buhaina's Delight                                          | Blue Note            | 1961        |
| Art Blakey                                      | A Jazz Hour with Art Blakey's Jazz Messengers: Blues March | Jazz Hour            | 1961 [1992] |
| Art Blakey                                      | Three Blind Mice                                           | United Artists       | 1962        |
| Art Blakey                                      | Caravan                                                    | Riverside            | 1962        |
| Art Blakey                                      | Ugetsu                                                     | Riverside            | 1963        |
| Art Blakey                                      | Kyoto                                                      | Riverside            | 1964        |
| Art Blakey                                      | Free for All                                               | Blue Note            | 1964        |
| Art Blakey                                      | Golden Boy                                                 | Colpix               | 1964        |
| Art Blakey                                      | Soul Finger                                                | Limelight            | 1965        |
| Tina Brooks                                     | True Blue                                                  | Blue Note            | 1960        |
| Kenny Burrell                                   | God Bless the Child                                        | CTI                  | 1971        |
| George Cables                                   | Cables' Vision                                             | Contemporary         | 1979        |
| Betty Carter                                    | Droppin' Things                                            | Verve                | 1990        |
| Ornette Coleman                                 | Free Jazz: A Collective Improvisation                      | Atlantic             | 1960        |
| John Coltrane                                   | Olé Coltrane                                               | Atlantic             | 1961        |
| John Coltrane                                   | Africa/Brass (ensemble)                                    | Impulse!             | 1961        |
| John Coltrane                                   | Ascension                                                  | Impulse!             | 1965        |
| Richard Davis                                   | Muses for Richard Davis                                    | MPS                  | 1969        |
| Eric Dolphy                                     | Outward Bound                                              | New Jazz             | 1960        |
| Eric Dolphy                                     | Out to Lunch!                                              | Blue Note            | 1964        |
| Kenny Drew                                      | Undercurrent                                               | Blue Note            | 1960        |
| Charles Earland                                 | Leaving This Planet                                        | Prestige             | 1973        |
| Bill Evans                                      | Interplay                                                  | Riverside            | 1962        |
| Booker Ervin                                    | Booker 'n' Brass                                           | Pacific Jazz Records | 1967        |
| Joe Farrell                                     | Sonic Text                                                 | Contemporary         | 1980        |
| Curtis Fuller                                   | Boss of the Soul-Stream Trombone                           | Warwick              | 1960        |
| Curtis Fuller                                   | Soul Trombone                                              | Impulse!             | 1961        |
| Curtis Fuller                                   | Cabin in the Sky                                           | Impulse!             | 1962        |
| Dizzy Gillespie, Clark Terry and Oscar Peterson | The Trumpet Summit Meets the Oscar Peterson Big 4          | Pablo                | 1980        |
| Dizzy Gillespie, Clark Terry and Oscar Peterson | The Alternate Blues                                        | Pablo                | 1980        |
| Benny Golson                                    | Pop + Jazz = Swing — jazz part also released as Just Jazz! | Audio Fidelity       | 1961        |
| Benny Golson                                    | Take a Number from 1 to 10                                 | Argo                 | 1961        |
| Dexter Gordon                                   | Doin' Allright                                             | Blue Note            | 1961        |
| Dexter Gordon                                   | Clubhouse                                                  | Blue Note            | 1964        |
| Dexter Gordon                                   | Generation                                                 | Prestige             | 1972        |
| Dexter Gordon                                   | The Other Side of Round Midnight                           | Blue Note            | 1986        |
| Slide Hampton                                   | Slide Hampton and His Horn of Plenty                       | Strand               | 1959        |
| Slide Hampton                                   | Sister Salvation                                           | Atlantic             | 1960        |
| Slide Hampton                                   | Drum Suite                                                 | Epic                 | 1962        |
| Herbie Hancock                                  | Takin' Off                                                 | Blue Note            | 1962        |
| Herbie Hancock                                  | Empyrean Isles                                             | Blue Note            | 1964        |
| Herbie Hancock                                  | Maiden Voyage                                              | Blue Note            | 1965        |
| Herbie Hancock                                  | Blow-Up                                                    | MGM                  | 1966        |
| Herbie Hancock                                  | VSOP                                                       | Columbia             | 1977        |
| Herbie Hancock                                  | VSOP: The Quintet                                          | Columbia             | 1977        |
| Herbie Hancock                                  | VSOP: Tempest in the Colosseum                             | Columbia             | 1977        |
| Herbie Hancock                                  | VSOP: Live Under the Sky                                   | Columbia             | 1979        |
| Herbie Hancock                                  | Round Midnight (Banda sonora)                              | Columbia             | 1986        |
| Jimmy Heath                                     | The Quota                                                  | Riverside            | 1961        |
| Jimmy Heath                                     | Triple Threat                                              | Riverside            | 1962        |
| Joe Henderson                                   | Big Band                                                   | Verve                | 1996        |
| Andrew Hill                                     | Pax                                                        | Blue Note            | 1965 [1975] |
| Andrew Hill                                     | Compulsion!!!!!                                            | Blue Note            | 1965        |
| Bobby Hutcherson                                | Dialogue                                                   | Blue Note            | 1965        |
| Bobby Hutcherson                                | Highway One                                                | Columbia             | 1978        |
| Milt Jackson                                    | Sunflower                                                  | CTI                  | 1973        |
| Billy Joel                                      | 52nd Street — trumpet on "Zanzibar" only                   | Columbia             | 1978        |
| Elton John                                      | Reg Strikes Back                                           | Rocket/Mercury       | 1988        |
| J. J. Johnson                                   | J.J. Inc.                                                  | Columbia             | 1961        |
| Quincy Jones                                    | I Dig Dancers                                              | Mercury              | 1960        |
| Quincy Jones                                    | Walking in Space                                           | A&M/CTI              | 1969        |
| John Lewis                                      | Essence                                                    | Atlantic             | 1962        |
| Kirk Lightsey                                   | Temptation                                                 | Timeless             | 1991        |
| Ronnie Mathews                                  | Doin' the Thang!                                           | Prestige             | 1963        |
| Jackie McLean                                   | Bluesnik                                                   | Blue Note            | 1961        |
| The Modern Jazz Quartet                         | MJQ & Friends: A 40th Anniversary Celebration              | Atlantic             | 1994        |
| Wes Montgomery                                  | Fingerpickin                                               | Pacific Jazz         | 1958        |
| Wes Montgomery                                  | Road Song                                                  | A&M                  | 1968        |
| Hank Mobley                                     | Roll Call                                                  | Blue Note            | 1960        |
| Alphonse Mouzon                                 | By All Means                                               | Pausa                | 1980        |
| Oliver Nelson                                   | The Blues and the Abstract Truth                           | Impulse!             | 1961        |
| Duke Pearson                                    | Dedication!                                                | Jazzline/Prestige    | 1961 [1970] |
| Duke Pearson                                    | Sweet Honey Bee                                            | Blue Note            | 1966        |
| Duke Pearson                                    | The Right Touch                                            | Blue Note            | 1967        |
| Oscar Peterson                                  | Face to Face                                               | Pablo                | 1982        |
| Sam Rivers                                      | Contours                                                   | Blue Note            | 1965        |
| Max Roach                                       | Drums Unlimited                                            | Atlantic             | 1965        |
| Sonny Rollins                                   | East Broadway Run Down                                     | Impulse!             | 1966        |
| Rufus                                           | Numbers                                                    | ABC                  | 1979        |
| Poncho Sánchez                                  | Cambios                                                    |                      | 1991        |
| Don Sebesky                                     | Giant Box                                                  | CTI                  | 1973        |
| Lalo Schifrin                                   | Once a Thief and Other Themes                              | Verve                | 1965        |
| Wayne Shorter                                   | Wayning Moments                                            | Vee-Jay              | 1962        |
| Wayne Shorter                                   | Speak No Evil                                              | Blue Note            | 1964        |
| Wayne Shorter                                   | The Soothsayer                                             | Blue Note            | 1965        |
| Wayne Shorter                                   | The All Seeing Eye                                         | Blue Note            | 1965        |
| Leon Thomas                                     | A Piece of Cake                                            | Palcoscenico         |             |
| Stanley Turrentine                              | Sugar                                                      | CTI                  | 1970        |
| McCoy Tyner                                     | Together                                                   | Milestone            | 1978        |
| McCoy Tyner                                     | Quartets 4 X 4 — on three tracks as part of one quartet    | Milestone            | 1980        |
| Cedar Walton                                    | Soundscapes                                                | Columbia             | 1980        |
| Randy Weston                                    | Uhuru Afrika                                               | Roulette             | 1960        |
| Randy Weston                                    | Blue Moses                                                 | CTI                  | 1972        |